# Sándor László (jogász)
Farczádi Sándor László (Csíkszentimre, 1871. november 1. -- Budapest, 1949. október 22.) a  Budapesti Magyar Királyi Állami Rendőrség főkapitánya 1917-1918 között, jogász.

## Élete

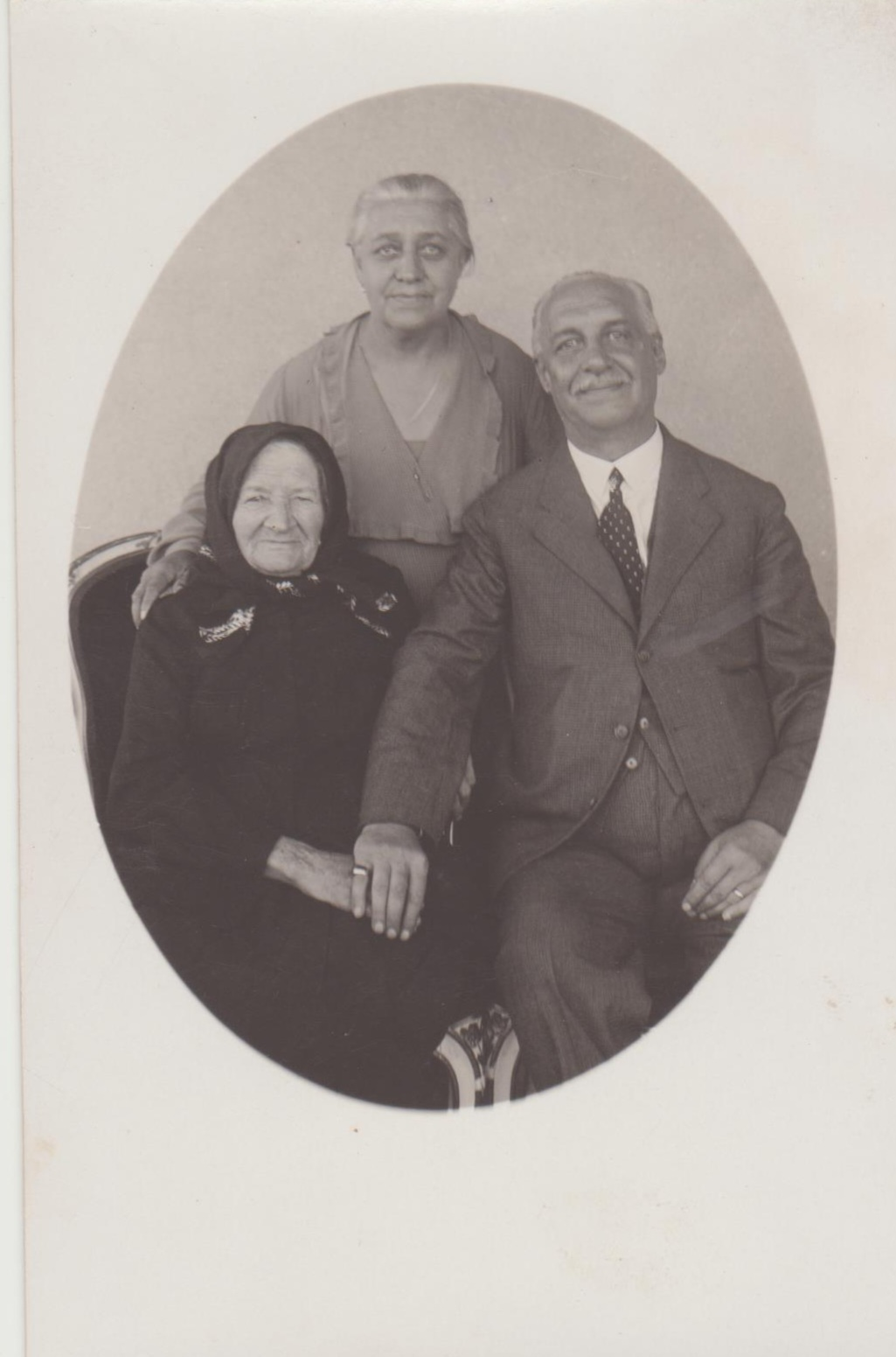
Dr Sándor László Édesanyjával és Vilma nővérével

Sándor László az Olt menti Csíkszentimrén született Sándor Ferenc és Orbán Anna gyerekeként. Kolozsváron végzett jogot. Tanulmányait befejezve a város szolgálatába lépett, majd ott aljegyző, később Kolozsvár rendőrkapitánya lett.1896 májusában lépett át a Budapesti Magyar Királyi Állami Rendőr-főkapitányságra, ahol  1896-tól segédfogalmazó volt, majd 1912-től  a rendőrség intellektuális osztályát vezette mint rendőrfőtanácsos. 1917 júniusában királyi kinevezéssel Budapest főkapitánya lett. Ebben a minőségben létrehozta az önálló piaci rendőrbíróságot, szándékában állt megteremteni a gyermekvédelmi rendőrséget is, de ezt már nem tudta megvalósítani. Ismételten pozícióba helyezett néhány eddig mellőzött szakembert, így pl. Krecsányi Kálmánt és Geguss Dánielt.  Pozíciójában maradt az 1918-as forradalom kitöréséig. 1918.október 31-e után a polgári népőrség egyik szervezője és vezetője volt. A proletárdiktatúra kitörésekor külföldre távozott, mivel a Tanácsköztársaság halálra ítélte.  A Tanácsköztársaság idején Bécsben élt, annak bukása után hazaköltözött, de közhivatalt már nem vállalt. Budapesten, az Alkotmány utcában ügyvédi irodát nyitott, haláláig praktizált.( Schirilla György jogász /1909-2009/ jogászi pályafutását Sándor László ügyvédi irodájában kezdte.)
Felesége Korposs Irma részt vett Csík vármegyei segélyrendezvényeken. 1914. augusztus 22-én, alig néhány héttel a háború kitörése után minden magyarországi városban, így Csíkszeredában vagy Gyergyószentmiklóson vöröskeresztes ápolónői tanfolyamok voltak és azt Korposs Irma is elvégezte. A frontról számtalan kórházba kerültek sebesültek, s így Csík vármegyei kórházakba is. Behívták szolgálatra a tanfolyamot végzett ápolónőket. Sándor László budapesti rendőrtanácsos felesége, Korposs Irma a Vöröskereszt hadiékítményes díszérmét vehette át többéves, betegápolás terén kifejtett munkájáért.
A csíkszentimrei templomban lévő  magyar nemzeti lobogót dr. Sándor László adományozta a községnek 1940. novemberében. Az országzászlót ünnepélyes körülmények között az ő és a családja jelenlétében húzták fel a csíkszentimrei templom melletti zászlórúdra. Ez a szöveg áll a zászlón:
„Emlékezésül Farczádi Dr. Sándor László, Budapest FKV.NY.KIR. Főkapitánya, Csíkszentimre díszpolgára és neje Korposs Irma.”
Sírhelye a Fiumei úti sírkertben található.
Sándor László növénytani tollrajzai a természet szeretetéről tanúsítvány, a Természet c. folyóiratban is fellelhető.